# Fischer Illés
Fischer Illés (Elias Fischer; Toporc, 1689. július 13. – Késmárk, 1774. június 12.) a Tiszai evangélikus egyházkerület püspöke 1747-től haláláig.

## Élete
Fischer János György evangélikus lelkész és Sartoris Mária fia volt. Tanulását Lőcsén kezdte Dubowszky Márton rektor-professor alatt; innét a magyar nyelv tanulása végett Rozsnyóra ment, hol Mischovitz Mihály tanítványa volt; középiskolai tanulmányait a Rezik János igazgatása alatt levő eperjesi kollégiumban végezte. 1709. július 27-étől a wittenbergi egyetem hallgatója volt. Alig jött haza, bártfai prédikátorrá választatott és Schwartz János püspök által Eperjesen 1713. augusztus 3. fel is szenteltetett. Láng Dániel halála után 1729-ben Késmárkra hívták meg és 1734-ben első pappá választották. A girálti kerületi gyűlésen (1741. február 10.) a hat szabad királyi város esperese lett. Az 1747. január 24. Keresztfalván tartott kerületi gyűlésen püspökké választották. 1713-ban nőül vette Bártfán Maléter Zsuzsannát. Ékesszólásának különösen Pfanschmied Keresztély temetésén, Lőcsén adta fényes jelét. Könyvtárára sokat költött, a jelesebb szakmunkák abban nagyobbrészt feltalálhatók voltak.

## Művei
- De reprobo Christi morte redempto (ex II. Petr. II. v. 1.) Praes. Schroero, disputatio. Wittebergae, 1711.